# 博代尔
博代尔（法語：Bordères，法語發音：[bɔʁdɛʁ]）是法国大西洋比利牛斯省的一个市镇，属于波城区。

## 地理
博代尔（43°12'12"N, 0°13'16"W）面积4.58 平方千米，位于法国新阿基坦大区大西洋比利牛斯省，该省份为法国东南部省份，涵盖了贝阿恩与北巴斯克，西临大西洋比斯開灣，北至朗德省，东北接热尔省，东临上比利牛斯省，南与西班牙接壤。
与博代尔接壤的市镇（或旧市镇、城区）包括：贝内雅克、拉戈斯、吕加里耶、米尔佩克斯。

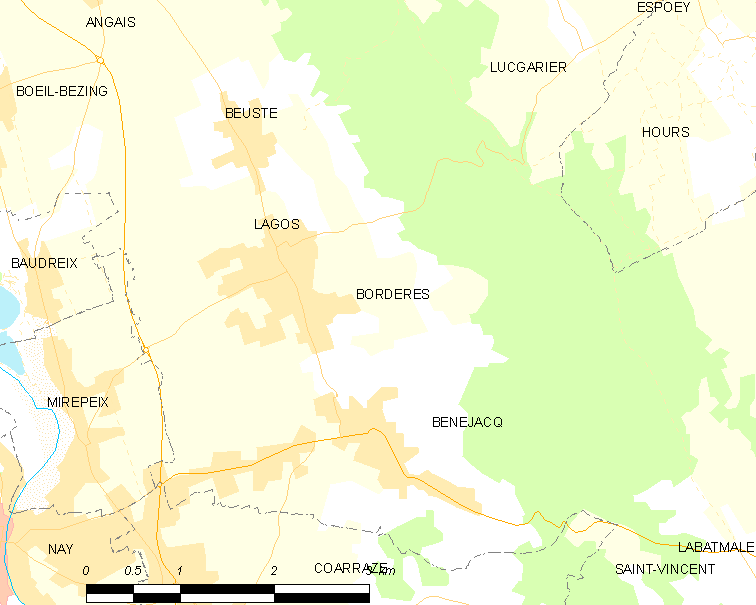
博代尔的OSM定位图

博代尔的时区为UTC+01:00、UTC+02:00（夏令时）。

## 行政
博代尔的邮政编码为64800，INSEE市镇编码为64137。

## 政治
博代尔所属的省级选区为乌斯河与拉关河河谷县。

## 人口

1962-2008年间博代尔人口变化图示

博代尔于2022年1月1日时的人口数量为676人。